# Sonnewalde

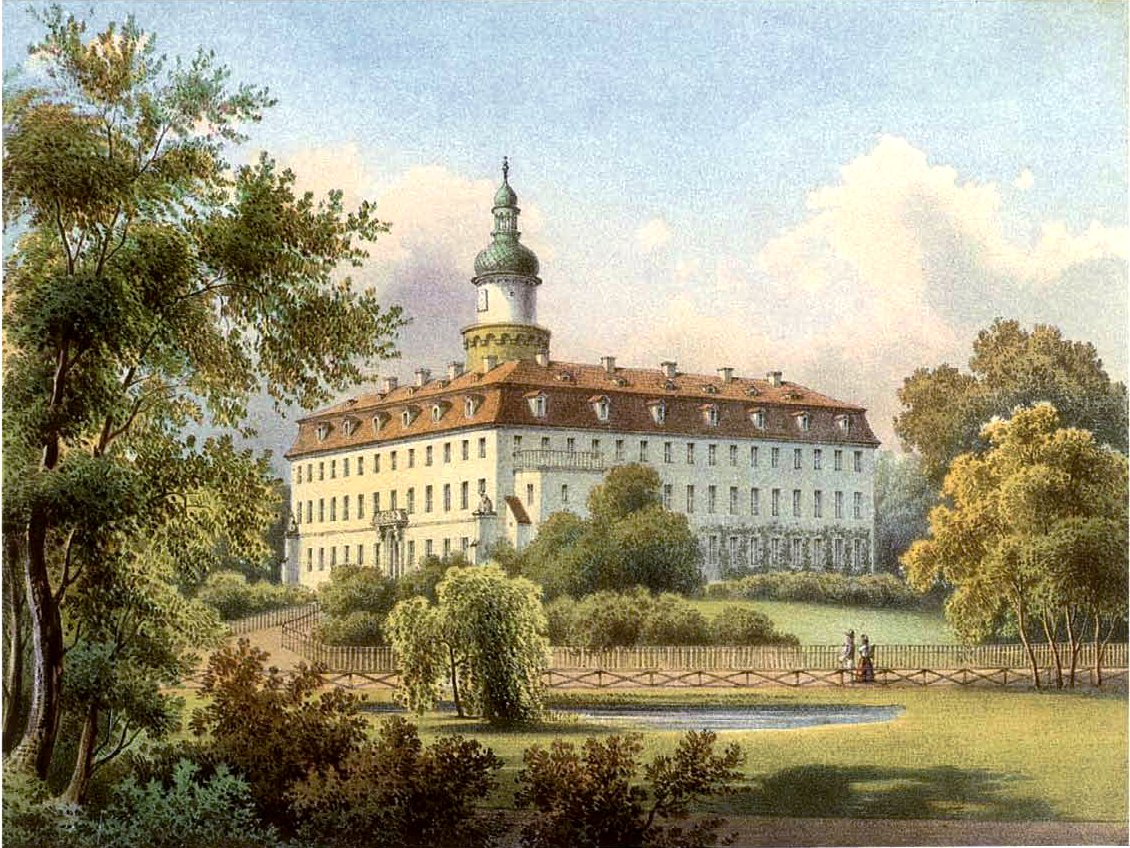
Palace Sonnewalde, around 1860, Edition by Alexander Duncker

Sonnewalde là một thị xã ở huyện Elbe-Elster, tây nam bang Brandenburg, Đức. Sonnewalde có diện tích 118,54 km2. Đô thị này có cự ly 8 km về phía tây bắc Finsterwalde.